# Instituto Multidisciplinario de Historia y Ciencias Humanas
El Instituto Multidisciplinario de Historia y Ciencias Humanas (IMHICIHU) es un instituto del CONICET dedicado a la investigación histórica.

## Historia
En la década de 1990 se creó el Programa de Estudios de Egiptología (PREDE) dentro de CONICET. Durante las décadas de 1990 y 2000, equipos de la unidad llevaron a cabo excavaciones arqueológicas en Tell el-Ghaba, Sinaí, Egipto, en el antiguo Camino de Horus. Estas fueron dirigidas por la Dra. Fuscaldo. El PREDE también publicó la Revista de Estudios de Egiptología (REE), ahora extinta.
En el año 2000 se crea el  IMHICIHU con el objetivo de nuclear grupos de investigación de reconocida trayectoria, como los Programas de Estudios Prehistóricos (PREP) dirigido por la arqueóloga Amalia Sanguinetti de Bórmida, de Investigaciones Medievales (PRIMED), de Estudios Egiptológicos (PREDE) y de Investigaciones Geodemográficas (PRIGEO). A ellos se les sumó el Programa Atlas Permanente del Desarrollo Territorial de la Argentina (PROATLAS) en octubre de 2004. 
El PREDE comenzó funcionando dentro del IMHICIHU como Departamento de Egiptología, hasta que en 2009 pasó a llamarse Unidad de Investigaciones sobre el Cercano Oriente Antiguo (UICOA). En 2018 el UICOA se fusionó con otras unidades de investigación del mismo instituto, dejando de existir como unidad independiente. Entre sus investigadores más importantes estuvieron las egiptólogas Perla Fuscaldo y Alicia Daneri.

## Áreas de trabajo
- Investigaciones prehistóricas y arqueológicas
- Investigaciones geográficas
- Investigaciones sobre historia antigua y medieval